# Helina aureolicolorata
Helina aureolicolorata är en tvåvingeart som beskrevs av Feng och Xue 2002. Helina aureolicolorata ingår i släktet Helina och familjen husflugor. Inga underarter finns listade i Catalogue of Life.